# Кривичи
Кри́вичи́ (др.-рус. и церк.-слав. криви́чи) — союз восточнославянских племён, существовавший в верховьях Западной Двины, Днепра и Волги в VIII—XII веках.
Занимались земледелием, скотоводством, ремеслом. Главные города: Псков, Смоленск, Полоцк, Изборск. С IX века — в составе Киевской Руси. По одной из гипотез, вошли в состав древнерусской народности. В XI—XII веках территория кривичей входила в Смоленское и Полоцкое княжества, северо-западная часть — в Новгородские владения. В «Повести временных лет», которая является основным историческим источником сведений о кривичах, указывается, что кривичи ведут своё происхождение от полочан:
От сихъ же [полочан] и кривичи, иже сѣдѧть на верхъ Волгы, и на вѣрхъ Двины и на вѣрхъ Днѣпра, ихъже и городъ есть Смолѣнескъ; туда бо сѣдѧть кривичи (Повесть временных лет)

## Этноним
Согласно лингвисту Максу Фасмеру, получили название по имени родоначальника племени *Кривъ. Имя Крив, предположительно, связано с обозначением кривого и левого (ср. греч. имя Лаий, букв. «левый»), а также с балтским названием верховного жреца Криве.
Этноним «кривичи» породил большое количество неоднозначных толкований среди исследователей. Одни, с опорой на ландшафтную версию, рассуждали, что местность расселения кривичей была «кривой» — холмистой; другие находили связь с именем родоначальника племени Кривъ либо возводили название к имени верховного жреца балтов Криве-Кривейте.
Хронист начала XIV века Пётр из Дусбурга писал о верховном балтском жреце: «...живет некто Криве, которого они [прусы] почитали как [римского] папу, ибо как господин папа правил вселенской церковью христиан, так и по его воле или по велению управлялись не только вышеупомянутые язычники, но и литовцы, и прочие народы земли Ливонской. Такова была власть его, что не только он сам или кто-либо из родичей его, но даже гонец с его посохом или другим отличительным знаком, проходя по пределам вышеупомянутых язычников, был в великом почете у королей, нобелей и простого люда». Поскольку Подвинье долгое время населялось балтами, которые активно взаимодействовали с пруссами, а расселение части славян шло с запада, где они имели возможность тесно контактировать с балтскими жрецами, пришельцы могли возглавляться одиним из жрецов. В пользу данной гипотезы может свидетельствовать и священный смысл корня «крив», который заметен даже в этнографических материалах XIX века с бывшей территории расселения полоцко-смоленских кривичей. Так, например, Русальную неделю на Смоленщине называли кривой. В Полоцком Подвинье Колядные вечера именовали кривыми или святыми. Кревы-жрецы в кривичских землях прямо упоминает в грамота великого князя Ольгерда 1359 года. Последний верховный жрец умер в начале XV века, о чём сообщает анонимная летопись того времени «Церковная история», подчёркивающая тесную духовно-культурную и правовую связь между балтийскими и кривичскими земелями: «28 июля 1414 года в деревне Анкаим умер Креве-Кревайть (Krewe-Krewayto) по имени Гинтовт, 74-й первосвященник; с ним пал сан, некогда очень важный в делах святых и судебных во всей земле Литовской, Пруссии, Литве, Жемайтии, Куронии, Земгалии, Ливонии, Латгалии и даже в землях кривичских руссов (Creviczensivim Russorum)».
От названия племени по народной этимологии было образовано криви́ч «неискренний, фальшивый человек» (московский, владимирский и тульский говоры), под влиянием выражения «криви́ть душой». Слово кривичи заимствовано в балтийские языки — латыш. krievs «русский» (национальность), Krievija «Россия», krievisks «русский» (прилагательное), лит. мн. ч. kriẽvai.

## Группы кривичей
Кривичей принято подразделять на две большие группы: псковскую и полоцко-смоленскую. Также кривичи упоминаются как одно из славянских племён (Κρίβησκαν) на полуострове Пелопоннес, в греческом сочинении «Хроника Мореи» XIV века. Также их выделял отдельно О. Н. Трубачёв в монографии «Ранние славянские этнонимы — свидетели миграции славян».
В культуре полоцко-смоленских кривичей, изученной сравнительно лучше, наряду со славянскими украшениями присутствуют и элементы балтского типа.

### Полоцкие кривичи

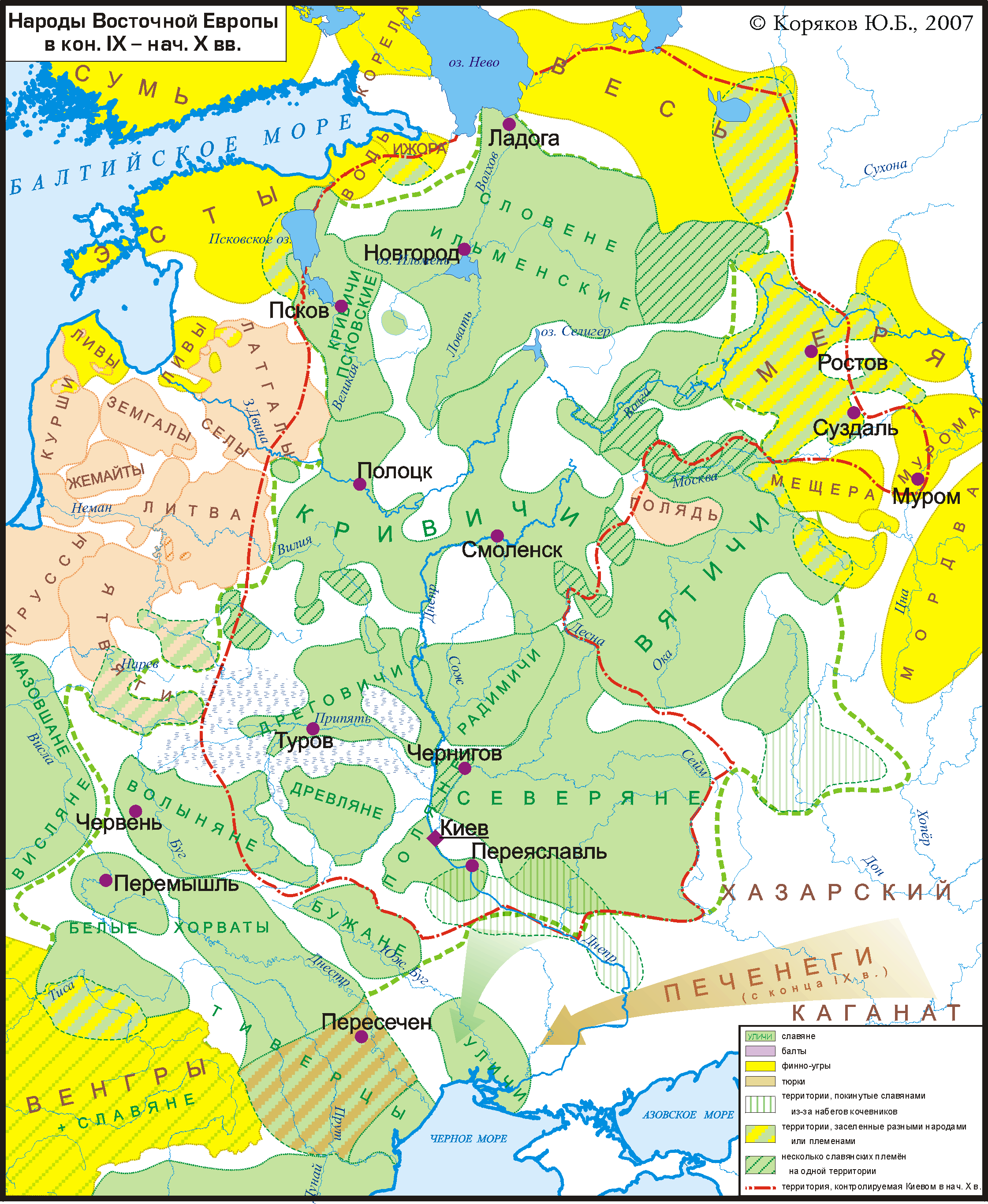
Восточные славяне в конце IX — начале X века. Расселение кривичей в районах городов Полоцк, Псков и Смоленск

Полочане — часть кривичей, заселявшая в IX веке территорию современной Витебской области и север Минской области в Беларуси.

### Псковские кривичи
Псковские кривичи или Северные кривичи — северная группа кривичей, населявшая территорию Псковской земли.

### Смоленские кривичи
Трубачёв связывал смолян на Балканах (главный город — Смолян в юго-западной Болгарии) с ветвью восточнославянских кривичей: смоленами или смолянами (главный город — Смоленск, находящийся на верхнем Днепре).

### Пелопоннесские кривичи
Лингвист О. Н. Трубачёв рассматривал топоним Kryvitsani на полуострове Пелопоннес в Греции как свидетельствующий, что здесь некогда существовала группа кривичей.

## Расселение

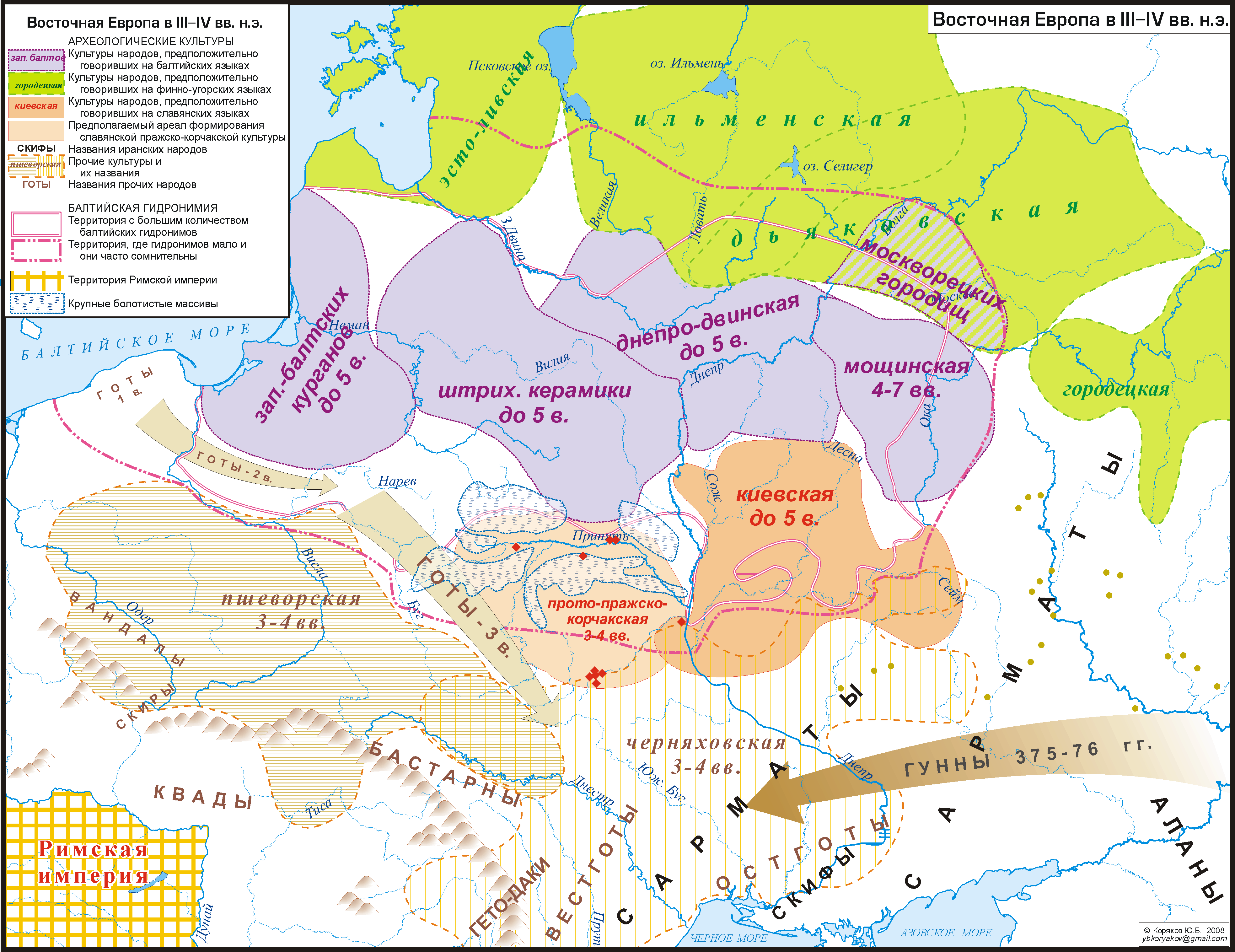
Территория распространения древнебалтских гидронимов

Кривичи были одним из крупнейших восточнославянских племенных объединений, по всей видимости, по мере своего постепенного расселения на восток ассимилировавшие значительную часть древнебалтского, а позднее — некоторое количество финно-угорского населения. Они занимали не только север Белоруссии, но и соседние районы Подвинья и Поднепровья, Псковщину и Смоленщину, а также западную часть нынешних Тверской и Московской областей.

## Происхождение

### Гипотезы о происхождении
О кривичах как племенном союзе, сформировавшемся в результате постепенной ассимиляции (славянизации) пришлыми славянами местных балтских и западнофинских племён убедительно свидетельствуют данные археологии.
По вопросу о происхождении славянских предков кривичей существуют две основные точки зрения. Первая связывает их прародину с карпатским регионом, вторая — с территорией северной Польши. При этом уточняется, что вначале кривичи пришли на Псковщину (VI век: культура псковских длинных курганов), двигаясь через Среднее Понеманье, а позднее часть из них продвинулась на юг и заселила Смоленщину и восточную Белоруссию. Достаточно ранняя дата появления кривичей именно в районе Пскова объяснима возможной меньшей плотностью местного населения, в сравнении с южным ареалом их будущего распространения.

#### Карпаты
В пользу первой гипотезы свидетельствуют летописи, указывающие на происхождение кривичей, в частности — полочан (наряду с древлянами, полянами (днепровскими) и дреговичами) от осевших на территории Белоруссии племён белых хорватов, сербов и хорутан, мигрировавших в верховья Днепра в VI—VII веках.

#### Север Польши
Вторая гипотеза основывается на работах современных отечественных лингвистов. В частности, сравнительный анализ В. Н. Топорова, сделанный по результатам исследований А. А. Зализняком языка новгородских берестяных грамот и древнекривичского диалекта, проведённого С. Л. Николаевым, показывает исходную принадлежность диалекта кривичей к северо-западной славянской диалектной группе.

#### Лютичи и невры
Чешский историк П. Й. Шафарик считал предками кривичей лютичей и невров:
В округах Виленском и Троцком до первой половины XIII века «жили Вилчи и Велеты, потомки Невров и другие славяне», «Вельты: так назывался сильный и в истории Средних веков больше прочих славян прославившийся народ, Велеты или Лютичи, прозванные Волками, в первый раз упоминаются Александрийским географом….Их жилища….в губернии Виленской. Я их признаю предками последующих Кривичей.

## Язык
Кривичский племенной язык был диалектно раздроблен и противопоставлен всем другим позднепраславянским диалектным формированиям. Племенной язык кривичей делился на:
1. псковский диалект, делившийся на севернопсковский, центральнопсковский и южнопсковский: производными от севернопсковского являются онежские говоры и многие северо-восточные (вятские, уральские, сибирские) великорусские говоры на территориях нового заселения;
2. древненовгородский диалект (древненовгородское койне), сложившийся при взаимодействии псковских и ильменско-словенских (не кривичских) говоров;
3. смоленский диалект, к которому восходит часть великорусских и северо-восточных белорусских говоров);
4. верхневолжский диалект, к которому восходит часть селигеро-торжковских говоров);
5. полоцкий диалект, на основе которого сформировались северные и северо-западные белорусские говоры;
6. западный диалект, к которому восходит часть белорусских говоров северной Гроденщины).

Древнекривичские говоры (в основном южнопсковские и смоленские) приняли участие в формировании многих великорусских говоров к востоку и западу от Москвы («кривичский пояс»). В пользу того, что первоначальный северо-восточный диалектный континуум был расщеплён кривичским «клином» в районе Тверского Поволжья говорит то, что восточноновгородские говоры имеют специфические общие изоглоссы с ростово-суздальскими и другими говорами ближнего Северо-Востока.

## Культура
Отличительной чертой погребений кривичей являются длинные курганы — валообразные земляные насыпи. Все длинные курганы содержат захоронения по обряду трупосожжения. Кривичская курганная культура отличается от синхронных славянских культур Поднепровья. Другими кривичскими артефактами являются бронзовые серповидные височные кольца, стеклянные бусы, ножи, наконечники копий, серпы, керамика (пряслица и изготовленные на гончарном круге горшки). На территориях расселения кривичей преобладали селища с домами столбовой конструкции, с очагами, углублёнными в пол, расположенными в центре жилища. Лунничные височные кольца в кривичские земли и на среднюю Оку были занесены, по всей вероятности, миграционной волной из Среднедунайских земель, а затем — на Русский Север.

## Антропология
Для кривичей был характерен высокий рост, долихокефалия, узкое лицо, выступающий волнистый нос, очерченный подбородок — тип, характерный для валдайского типа (см. антропология русского народа) и нордической расы в целом. В. В. Бунак в 1932 году пришёл к заключению о сходстве долихоцефальных кривичей с алеманнами, как представителями северного типа, а восточных кривичей — с сублапоноидным населением.

## Палеогенетика
У представителя культуры псковских длинных курганов из кургана с трупосожжением в возможном кривичском захоронении могильника «Девичьи горы» у озера Сенница (Псковская область), жившего 1200±100 лет назад (VIII—X века), была определена Y-хромосомная гаплогруппа N1c и митохондриальная гаплогруппа H2. Сопоставление серии черепов из могильника Болшево-1 (первая половина XII века) с краниологическими славянскими сериями показало её близость к сербской и западнославянским сериям. Принадлежность образцов №5666 и №5672 к Y-хромосомным гаплогруппам E1b1b и J2a1 позволило высказать предположение об участии дунайского компонента в этногенезе этой группы племени кривичей. Предки индивидуума №5666 по мужской линии вышли с берегов Дуная в VIII веке — начале IX века. Достаточно редкая митохондриальная гаплогруппа H1e1b, выявленная у образца № 5666, и её распределение у современных носителей в основном у населения южного побережья Балтийского моря говорит о западнобалтийском компоненте в формировании кривичей.

## История
Заселение славянами территории Белоруссии не было единовременным событием, оно продолжалось в течение нескольких веков.
Славяне проживали компактно только на самом юге современной Белоруссии, в бассейне реки Припять. В это же время началось проникновение славян на территорию балтов.
В VIII—IX веках начинается массовое расселение славян на землях балтов.
Большими группами они селились на правобережье Днепра и Березине, в бассейне Сожа, вступали в тесный контакт с балтским населением, которое проживало в этих регионах.
Территорию Белоруссии преимущественно заселили три восточнославянских племени — кривичи, дреговичи и радимичи.
Северные кривичи стояли у истоков создания Государства Рюрика, при этом древнепсковский диалект отождествляется с северокривичским.
Западные кривичи основали Полоцк, а южные кривичи — Смоленск (Гнёздово), включённые в состав Древнерусского государства уже при преемнике Рюрика князе Олеге. В латышском языке до настоящего времени русских называют «криеви» (латыш. krievi, латг. krīvi), а Россию — «Криевия» (латыш. Krievija).
Во всех регионах кривичи тесно взаимодействовали с варягами. Византийский император Константин VII Багрянородный в своём трактате «Об управлении империей» писал, что кривичи (ср.-греч. Κριβιτζοί, Κριβιτσηνοί) делают лодки, на которых русы плавают торговать в Константинополь.
Князь Рогволод, правивший в землях кривичей, вместе с сыновьями был убит в 980 году новгородским князем Владимиром Святославичем. В Ипатьевском списке кривичи упомянуты в последний раз под 1128 годом, а полоцкие князья названы кривичскими под 1140 и 1162 годами. После этого кривичи больше не упоминаются в русских летописях. Однако племенное имя кривичи ещё довольно долго употреблялось в иностранных источниках (вплоть до конца XVII века).
После образования Киевской Руси кривичи (наряду с вятичами) приняли активное участие в славянской колонизации Волго-Окского междуречья (современные Владимирская, Костромская, Рязанская, Ярославская и Нижегородская, Московская, юго-восток Тверской области), а также Вологодчина где возможно ассимилировали, а возможно и оттеснили местные финские племена дьяковской культуры. Юго-западная, полоцкая ветвь кривичей также именуется полочанами. Вместе с дреговичами, радимичами и некоторыми балтийскими племенами эта ветвь кривичей составила основу белорусского этноса.